# سیارک ۲۰۳۷۵
سیارک ۲۰۳۷۵ (به انگلیسی: 20375 Sherrigerten، نامگذاری:1998KU38) بیست هزار و سیصد و هفتاد و پنجمین سیارک کشف شده‌است که در ۲۲ مه ۱۹۹۸ کشف شد.
قدر مطلق سیارک برابر ۱۷.۰ است.